# Rasna (Požega)
Pour les articles homonymes, voir Rasna.
Rasna (en serbe cyrillique : Расна) est un village de Serbie situé dans la municipalité de Požega, district de Zlatibor. Au recensement de 2011, il comptait 993 habitants.
Rasna est située sur les bords de la Đetinja, un affluent de la Zapadna Morava.

## Démographie

### Évolution historique de la population
| 1948 | 1953 | 1961 | 1971 | 1981  | 1991 | 2002  | 2011 |
| ---- | ---- | ---- | ---- | ----- | ---- | ----- | ---- |
| 690  | 721  | 823  | 860  | 1 009 | 992  | 1 026 | 993  |

|  |